# Павлов, Александр Сергеевич (медик)
Алекса́ндр Серге́евич Па́влов (23 июня 1920, Москва — 20 ноября 2018, там же) — советский и российский радиолог-онколог, академик АМН СССР (1971; член-корреспондент с 1967), вице-президент АМН СССР (1976—1981), академик РАМН (1992), академик Российской академии наук (2013).

## Биография
Родился 23 июня 1920 года. В 1938 году поступил в I Московский медицинский институт, после начала Великой Отечественной войны был переведён на военный факультет при II Московском медицинском институте, который окончил в 1942 году.
Участник Великой Отечественной войны, был начальником медицинской службы танковой бригады (1942—1943). Член ВКП(б) с 1943 года.
С 1944 по 1948 год проходил адъюнктуру в ВМА. В 1948—1949 годах — начальник отдела медицины и медицинской промышленности Гостехники СССР.
С 1949 года работал старшим научным сотрудником Московского рентгенорадиологического института Минздрава РСФСР.
С 1954 по 1963 годы — доцент кафедры рентгенологии и радиологии Московского стоматологического института; одновременно (1951—1967) старший научный сотрудник, заведующий отделом, заместитель директора лаборатории при Мавзолее Ленина.
В 1963 году защитил докторскую диссертацию, тема: «Внутритканевая гамма- и бетатерапия злокачественных опухолей».
С 1967 по 1971 год — директор Московского онкологического института имени П. А. Герцена; одновременно (1963—1971) заведующий кафедрой клинической радиологии Центрального института усовершенствования и специализации врачей и организаторов здравоохранения (ЦОЛИУВ).
С 1971 по 1976 год — помощник Генерального директора ВОЗ; с 1976 по 1981 годы — председатель Учёного медицинского совета Министерства здравоохранения СССР.
С 1981 по 1987 года — директор Московского рентгенорадиологического института, одновременно (с 1977 года) заведующий кафедрой клинической радиологии ЦОЛИУВ.
Скончался 20 ноября 2018 года. Похоронен на Головинском кладбище Москвы (участок 18).

## Научная деятельность
Специалист в области клинической радиологии.
Автор свыше 170 опубликованных научных работ, в том числе 4 монографии.
Автор оригинальной методики мегавольтной лучевой терапии опухолей различной локализации, метода внутриполостной лучевой терапии путем последовательного введения эндостатов и источников радиоактивного излучения; обосновал принцип радикальной лучевой терапии ряда опухолей (в частности, злокачественных лимфом) с использованием полей сложной конфигурации.
Под его руководством разработана и внедрена в клиническую практику дистанционная лучевая терапия злокачественных опухолей, основанная на оптимизации планов лучевой терапии с использованием ЭВМ единой серии и их реализации с помощью установок автоматического программированного управления гамма-терапевтическими аппаратами («Алтай», «Рокус-Алтай» и др.); проведены работы по моделированию радиочувствительности опухолей и защиты нормальных тканей при дистанционной лучевой терапии в условиях гипербарической оксигенации.

### Научно-организационная деятельность
- член редакционной коллегии журналов «Медицинская радиология», «Вестник рентгенологии и радиологии» и «Радиобиология-Радиотерапия»;
- ответственный редактор редотдела «Медицинская радиология» БМЭ;
- один из основателей (1969) и первый председатель Всероссийского общества онкологов;
- председатель Всесоюзного научного общества рентгенологов и радиологов (с 1977 года).

- Курс медицинской рентгенологии и радиологии, М., 1959 (совм, с Шехтером И. А.);
- Внутритканевая гамма- и бетатерапия злокачественных опухолей, дисс., М., 1963;
- К вопросу о мегавольтной лучевой терапии локализованных форм злокачественных лимфом, Вестн, рентгенол. и радиол., № 4, с. 71, 1969 (совм, с др.);
- Дозные распределения при ротационном облучении с регулируемой скоростью, Мед. радиол., т. 15, № Ю, с. 63, 1970 (совм, с др.);
- Роль диагностики распространенности опухолевого процесса в осуществлении лучевой терапии, Вопр, онкол., т. 17, № 3, с. 3, 1971;
- Роль лучевой терапии в комплексном лечении рака молочной железы, там ше, т. 24, № 8, с. 48, 1978 (совм, с Даценко В. С.);
- Лечение рака легкого, М., 1979 (совм, с др.);
- Проблемы дифференциации и интеграции в рентгенологии, Вестн, рентгенол, и радиол., № 5, с. 5, 1979.

## Награды
- Орден Ленина (25 июня 1964 года) — за успешное выполнение работ по созданию новых методов исследований в медицине[4]
- Орден Октябрьской Революции
- Орден Отечественной войны I степени (6 апреля 1985 года) — за храбрость, стойкость и мужество, проявленные в борьбе с немецко-фашистскими захватчиками, и в ознаменование 40-летия победы советского народа в Великой Отечественной войне 1941—1945 годов[5].
- Орден Отечественной войны II степени (30 июля 1943 года) — за образцовое выполнение боевых заданий командования на фронте борьбы с немецкими захватчиками и проявленные при этом доблесть и мужество[6]
- Орден Трудового Красного Знамени (20 сентября 1955 года) — за успешное выполнение ответственного задания Правительства СССР[7]
- Орден Дружбы народов (23 июня 1980 года) — за заслуги в развитии медицинской науки, подготовке научных кадров и в связи с шестидесятилетием со дня рождения[8]
- медали
- Премия Совета Министров СССР 1990 года за выполнение комплексных научных исследований, проектно-конструкторских и технологических работ по важнейшим направлениям развития народного хозяйства и его отраслей и за внедрение результатов этих исследований и работ (12 апреля 1990 года)— за разработку и внедрение в широкую клиническую практику комплекса автоматизированных методов и средств радикальной лучевой терапии гинекологических злокачественных опухолей премию в размере 15 тыс. рублей[9]